# Corinna Schumacher
Corinna Schumacher (Halver, Renania del Norte-Westfalia, Alemania Occidental; 2 de marzo de 1969), nacida como Corinna Betsch, es una jinete de caballos y activista alemana, conocida principalmente por ser la esposa del siete veces campeón de Fórmula 1 Michael Schumacher.
En 2010, Schumacher ganó el campeonato europeo de equitación de monta americana.

## Vida personal
Corinna es amante de los perros y activista de los derechos de los animales. En agosto de 1995, contrajo matrimonio con Michael Schumacher, siete veces campeón de Fórmula 1, con quien tiene dos hijos, Gina-Maria (nacida en 1997), también jinete de caballos, y Mick (nacido en 1999), piloto de automovilismo que actualmente corre en la Fórmula 1, siguiendo los pasos de su padre. Anteriormente, antes de casarse con Michael, mantuvo una relación con el expiloto de F1 Heinz-Harald Frentzen.
Corinna y Michael poseen ranchos de caballos en Texas (Estados Unidos), y Suiza. El Rancho CS, ubicado en Gordonville, Texas, se ocupa de todos los aspectos de la industria de las riendas, centrándose principalmente en el entrenamiento y la exhibición, además, acepta un número selecto de caballos en su programa de entrenamiento.